# 稲見独楽
稲見 独楽（いなみ こま）は、日本の漫画家、イラストレーター。武蔵野美術大学映像学科卒業。
2004年に「獅子狩り」でアフタヌーン四季賞四季大賞を受賞し、同作が『月刊アフタヌーン』（講談社）に掲載されてデビュー。2010年に同誌で開始した『弾丸ティアドロップ』で連載デビューした。2013年以降はフリーランスのイラストレーターとして活動している。

## 作品リスト

### 漫画
- 獅子狩り（『月刊アフタヌーン』2004年10月号） - アフタヌーン四季賞2004年夏の四季大賞受賞作。
- 所沢さんがいかにしてホームランを打つにいたったか（『月刊アフタヌーン』2005年4月号）
- 大航海時代前夜（『月刊アフタヌーン』2007年11月号 - 2007年12月号） - 前編と後編に分けて掲載。
- 弾丸ティアドロップ（『月刊アフタヌーン』2010年5月号 - 2011年5月号） - 初連載[2]。

### イラスト
- バトルスピリッツ カードイラスト[3]

## 書籍リスト
- 『弾丸ティアドロップ』、2010年 - 2011年、全2巻
  1. 2010年10月22日発売、ISBN 978-4-06-310705-0[4]
  2. 2011年4月22日発売、ISBN 978-4-06-310748-7[5]